# Córdoba Club de Fútbol
Maillots
Actualités
Le Córdoba Club de Fútbol est un club espagnol de football basé à Cordoue et qui évolue en Liga HyperMotion depuis 2024.

## Histoire
| \| Cordoue \| Emplacement de Cordoue, en Espagne. |
| Cordoue                                           |

Le club évolue en première division pendant 9 saisons : de 1962 à 1969, puis lors de la saison 1971-1972, et enfin lors de la saison 2014-2015. Vicente del Bosque fait partie de l'équipe lors de l'âge d'or du club.
Le club réalise sa meilleure performance en première division lors de la saison 1964-1965, où il se classe 5e du championnat, avec 16 victoires, 3 nuls et 11 défaites.

## Joueurs et personnalités du club

### Entraîneurs[3]
- fév. 2014-oct. 2014 :  Albert Ferrer
- oct. 2014-mars 2015 :  Miroslav Đukić[4]
- mars 2015-juin 2015 :  José Antonio Romero
- juil. 2015-nov. 2016 :  José Luis Oltra
- nov. 2016-oct. 2017 :  Luis Carrión
- oct. 2017-déc. 2017 :  Juan Merino
- déc. 2017-fév. 2018 :  Jorge Romero Sáez
- fév. 2018-juin 2018 :  José Ramón Sandoval
- juil. 2018-août 2018 :  Francisco
- août 2018-nov. 2018 :  José Ramón Sandoval
- Depuis nov. 2018 :  Curro Torres

### Personnalités emblématiques
- Javier Jauregui
- Charles
- Florin Andone
- Ángel Guirado
- Javi Moreno
- Nabil Ghilas